# Championnats d'Europe de RS:X 2017
Navigation
2016 2018
Les championnats d'Europe de RS:X 2017 sont une compétition internationale de sport nautique sous l'égide de la Fédération internationale de voile (ISAF). Cette édition 2017 se tient du 6 au 13 mai à Marseille en France.

## Résultats

### Messieurs
| #  | Véliplanchiste      |
| -- | ------------------- |
| 1  | Louis Giard         |
| 2  | Byron Kokkalanis    |
| 3  | Mattia Camboni      |
| 4  | Kiran Badloe        |
| 5  | Tom Suires          |
| 6  | Shahar Zubari       |
| 7  | Sebastian Fleischer |
| 8  | Pawel Tarnowski     |
| 9  | Nimrod Mashiah      |
| 10 | Samuel Sills        |

### Dames
| #  | Véliplanchiste      |
| -- | ------------------- |
| 1  | Zofia Klepacka      |
| 2  | Stefaniya Elfutina  |
| 3  | Flavia Tartaglini   |
| 4  | Katy Spychakov      |
| 5  | Maja Dziarnowska    |
| 6  | Lilian de Geus      |
| 7  | Isobel Hamilton     |
| 8  | Marina Alabau Neira |
| 9  | Hélène Noesmoen     |
| 10 | Tuuli Petäjä        |